# Box2D

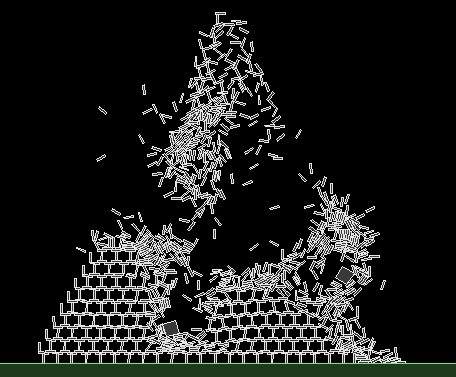

Box2D es una biblioteca libre que implementa un motor físico en dos dimensiones. Está programada en C++ por Erin Catto, y se distribuye bajo la licencia zlib.

## Uso
Algunos de los videojuegos más populares que la emplean son:
- 6 Dimensions
- Angry Birds
- Crayon Physics Deluxe
- Fantastic Contraption
- Incredibots
- Rolando
- Tiny Wings
- Transformice

También se usa en muchos videojuegos Flash, o para iPhone, iPad y Android mediante el framework Corona y el framework AndEngine.